# Planetarium mit Sternwarte Ursensollen

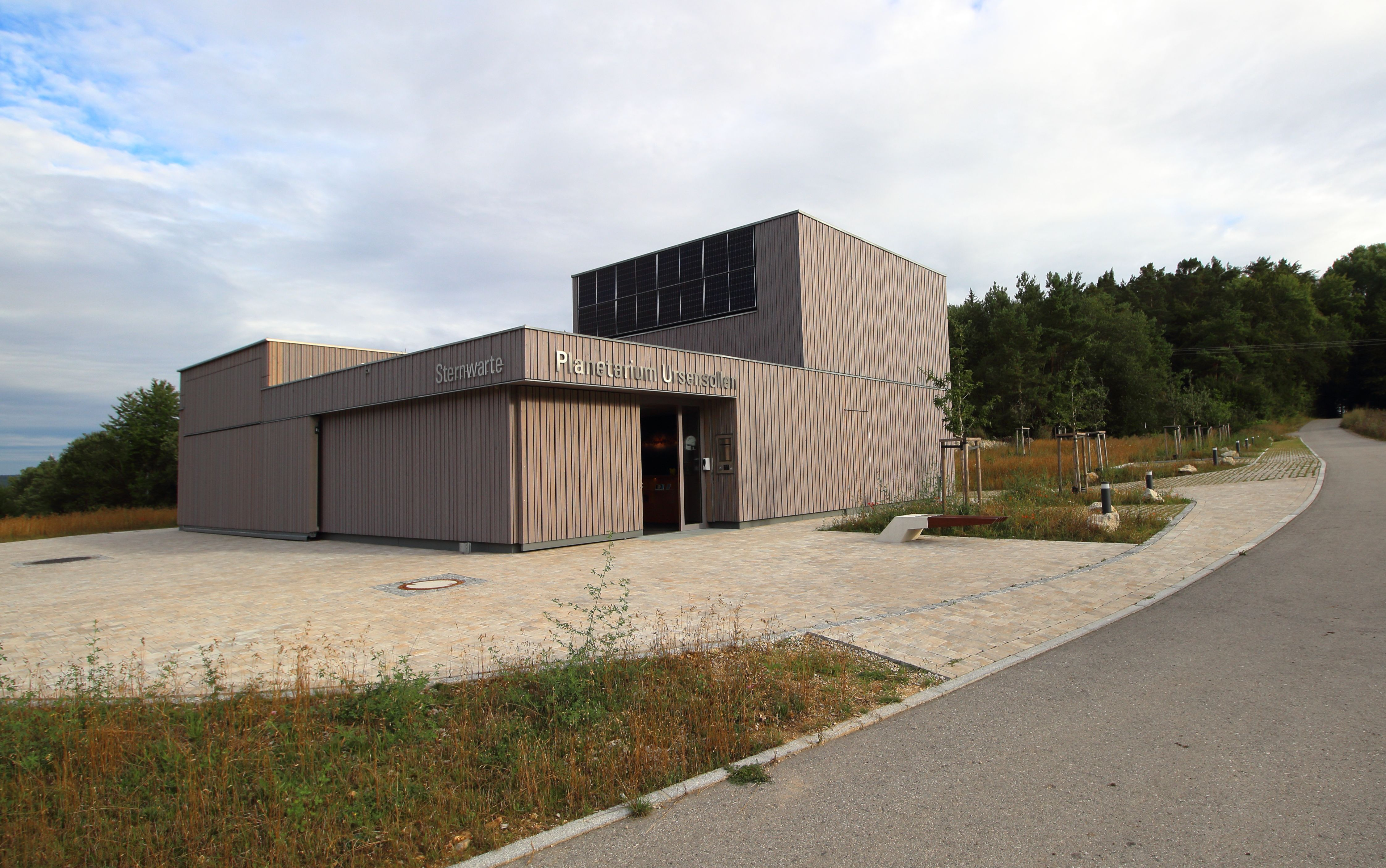
Planetarium Ursensollen mit Sternwarte (2020)

Das Planetarium mit Sternwarte Ursensollen ist ein öffentliches Planetarium mit angeschlossener Sternwarte im bayerischen Landkreis Amberg-Sulzbach.
Es befindet sich, abgetrennt durch ein kleines Waldstück, am südwestlichen Ortsrand von Ursensollen auf etwa 535 m Höhe.
Mindestens einmal wöchentlich sowie im Rahmen von gebuchten Gruppenführungen oder besonderen astronomischen Ereignissen sind Planetarium und Sternwarte für die interessierte Öffentlichkeit zugänglich. Besucher können sowohl eine interaktive Planetariumsshow genießen als auch, sofern es die Witterung erlaubt, durch das Teleskop beobachten.

## Geschichte
Das Planetarium mit Sternwarte Ursensollen wurde am 12. Dezember 2019 nach fast zweijähriger Bauzeit durch Regierungspräsident Axel Bartelt eröffnet. Die Finanzierung der Bausumme von 2,2 Millionen Euro erfolgte zu 30 Prozent durch die Gemeinde Ursensollen und zu 70 Prozent aus anderen öffentlichen Mitteln. Mieter und Betreiber ist der Verein „Sternfreunde Amberg-Ursensollen e.V.“. Zuvor stand auf dem Gelände eine aus Bürocontainern bestehende provisorische Sternwarte, welche 2006 errichtet und ebenfalls durch den Verein betrieben wurde.

## Ausstattung Planetarium
Das mit einer um 15 Grad geneigten und perforierten 6,6 m Kuppel aus Aluminium ausgestattete Planetarium bietet Platz für 30 Besucher.
Technisches Herzstück ist das digitale Fulldome-Projektionssystem Sky-Skan „DigitalSky Dark Matter“, mit welchem unter anderem 3D-Darstellung mit Hilfe von Shuttertechnik ermöglicht wird.
Die Projektion erfolgt über zwei DLP LED-Projektoren des Herstellers Norxe mit jeweils 2560x1600 Auflösung, welche vorne und hinten am Kuppelrand angebracht sind. Somit leuchtet jeder Projektor die Hälfte der Kuppel aus.
Neben dem Planetarium Hamburg und dem Haus der Astronomie in Heidelberg ist es damit das dritte 3D-Planetarium in Deutschland und das erste in Bayern.

## Ausstattung Sternwarte
Das Hauptinstrument der Sternwarte ist ein 508 mm F/8 Ritchey-Chrétien-Cassegrain-Teleskop in Gitterrohr-Bauweise mit einer Brennweite von 4 m auf einer „Sideres 85“ Montierung.
Ebenerdig ist zusätzlich ein 8 Zoll Meade Schmidt-Cassegrain-Teleskop auf einer Gabelmontierung montiert. Dieses Teleskop ist auch barrierefrei für Rollstuhlfahrer zugänglich. Ebenfalls im Vereinsbesitz befindet sich ein Celestron C11 Schmidt-Cassegrain-Teleskop, welches auf einer EQ6-Goto Montierung sitzt. Zusätzlich steht für Weitfeldbeobachtung ein APM-Groß-Fernglas (Bino) mit 100 mm Öffnung auf einem Dreibeinstativ mit Gabelmontierung zur Verfügung.
Speziell für Sonnenbeobachtung wurde außerdem ein 80-mm-Lunt-H-alpha-Teleskop beschafft.

## Sonstiges
Sternwarte und Planetarium befinden sich an einem Ort mit vergleichsweise wenig Lichtverschmutzung. Das Gebäude (Entwurf, Planung und Bau: evh-Architekten Amberg) wurde in reiner Holzbauweise nach neuesten Nachhaltigkeitskriterien errichtet. Es verfügt über eine klimaschonende Wärmepumpenheizung/lüftung mit Wärmerückgewinnung sowie über eine Photovoltaikanlage mit Energiespeicher.
Das beeindruckende Panoramadisplay unserer Milchstraße, das die Besucher im Foyer auf einer Länge von über 7 m empfängt, ist eine Visualisierung der Messungen des GAIA Satelliten der Europäischen Weltraum Agentur ESA, die von Juli 2014 bis Mai 2016 an 1,7 Milliarden! Sternen durchgeführt wurden (Copyright: ESA/Gaia/DPAC, CC BY-SA 3.0 IGO).
Ebenfalls befindet sich eine Meteoritensammlung im Foyer.

## Bilder

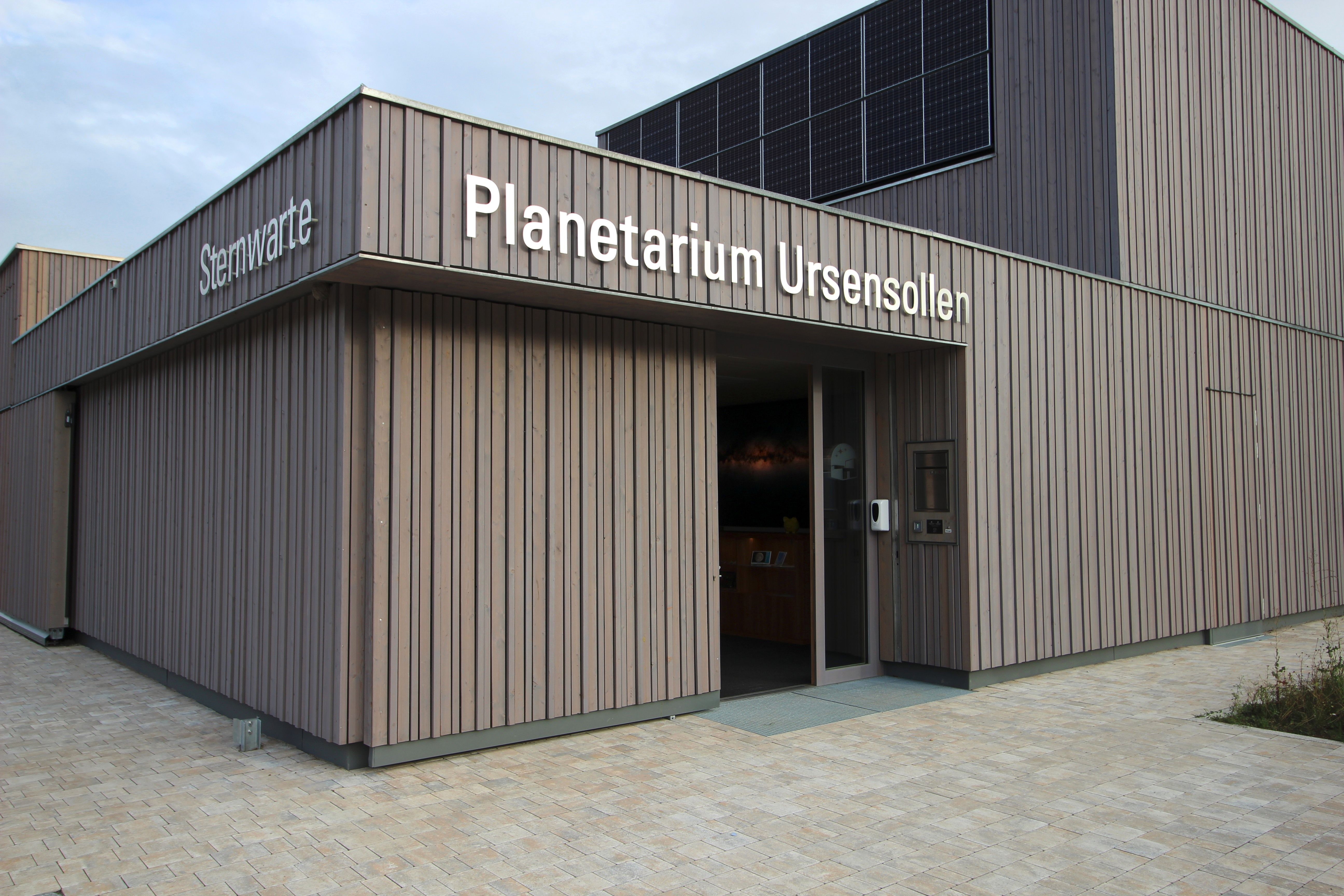
Eingang
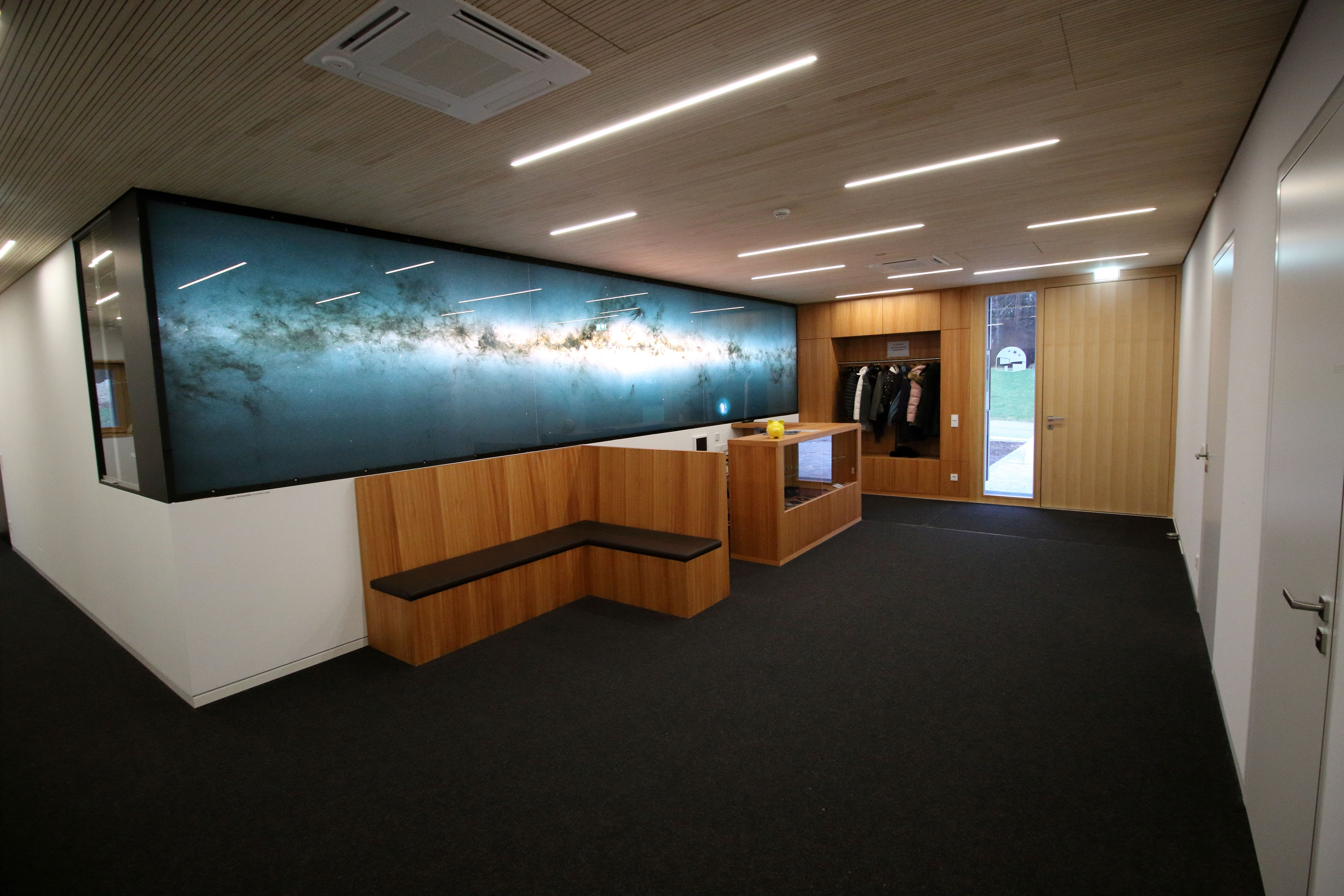
Foyer mit Gaia Panoramadisplay
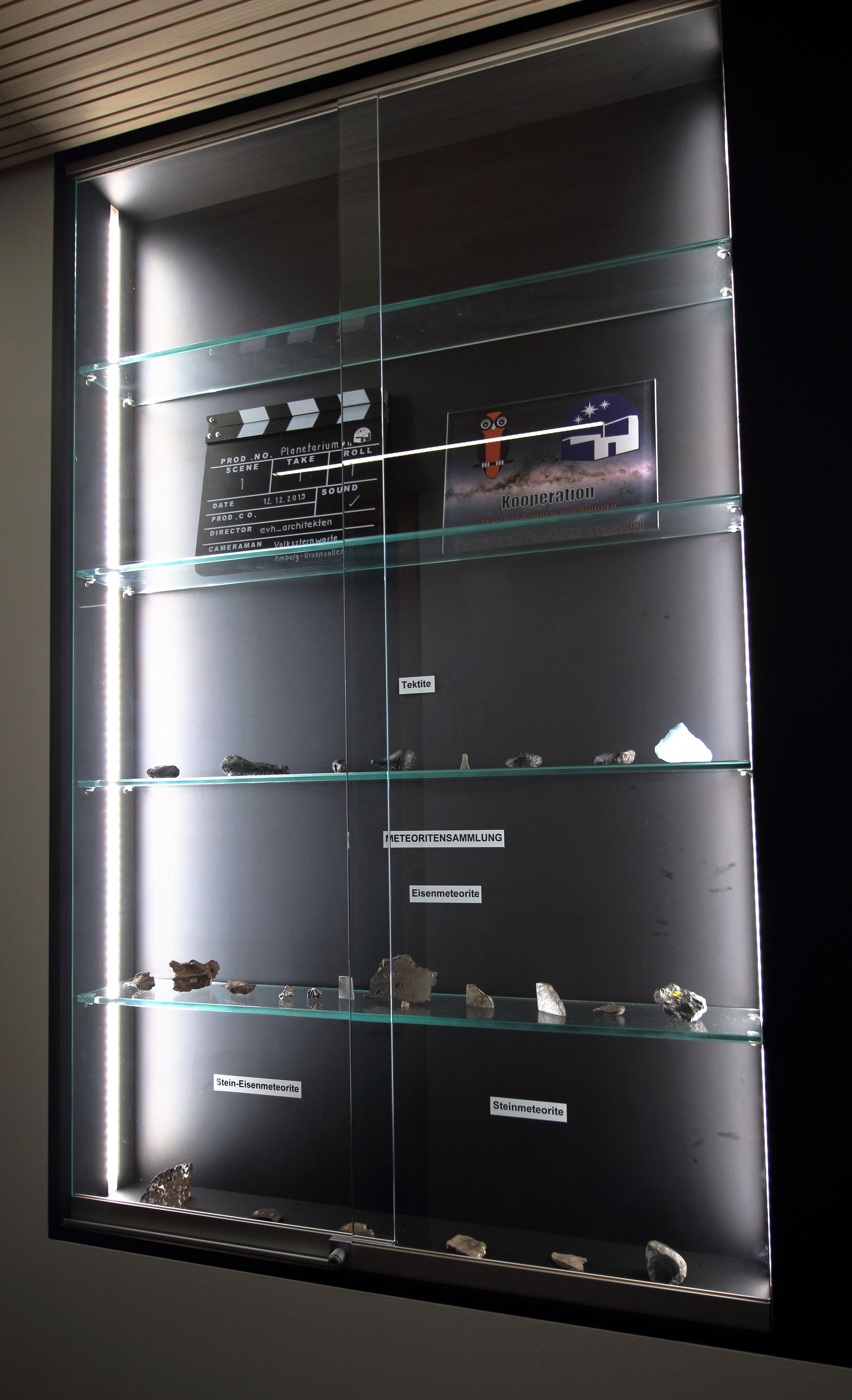
Meteoriten-Sammlung
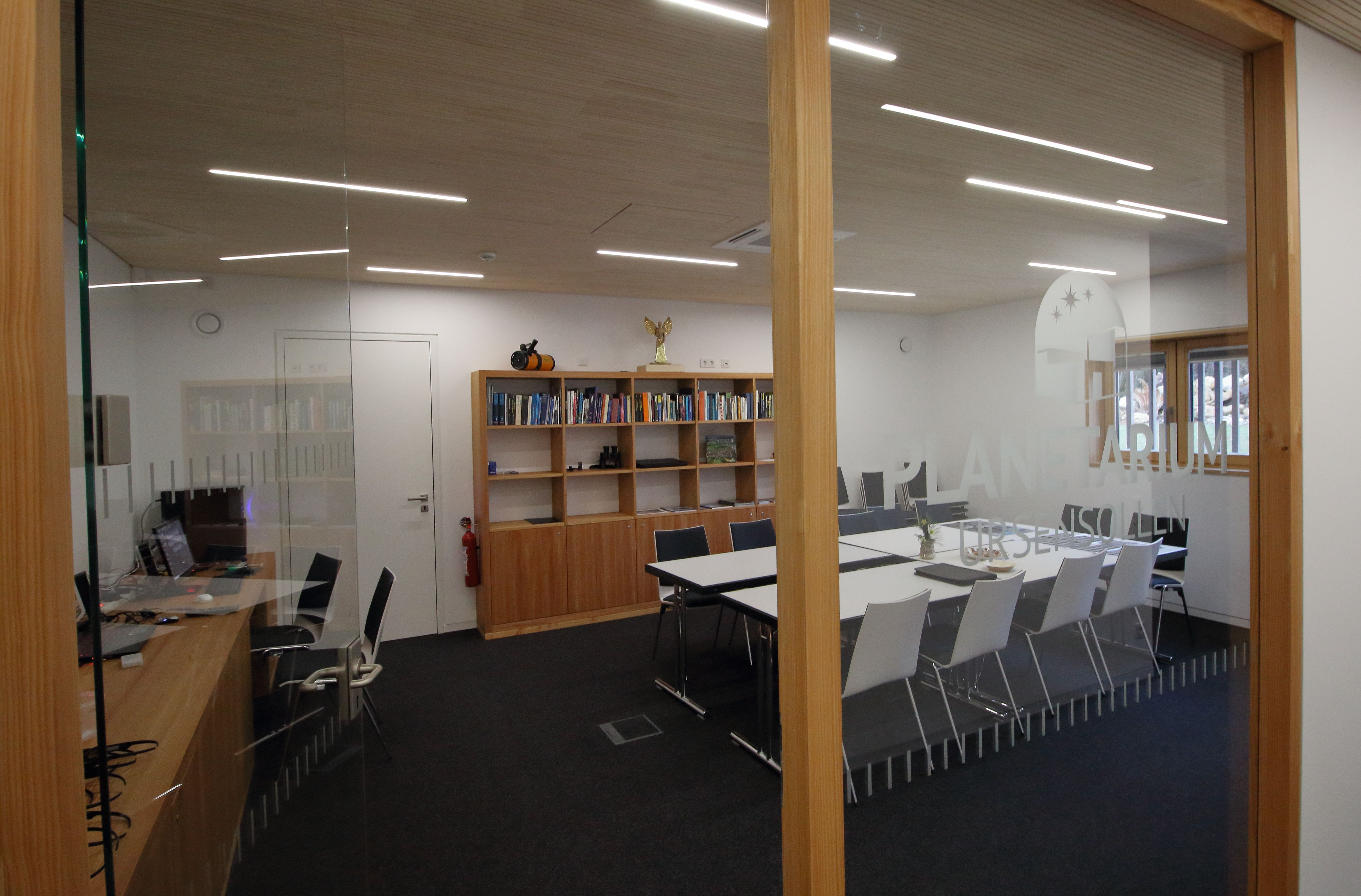
Vortragsraum
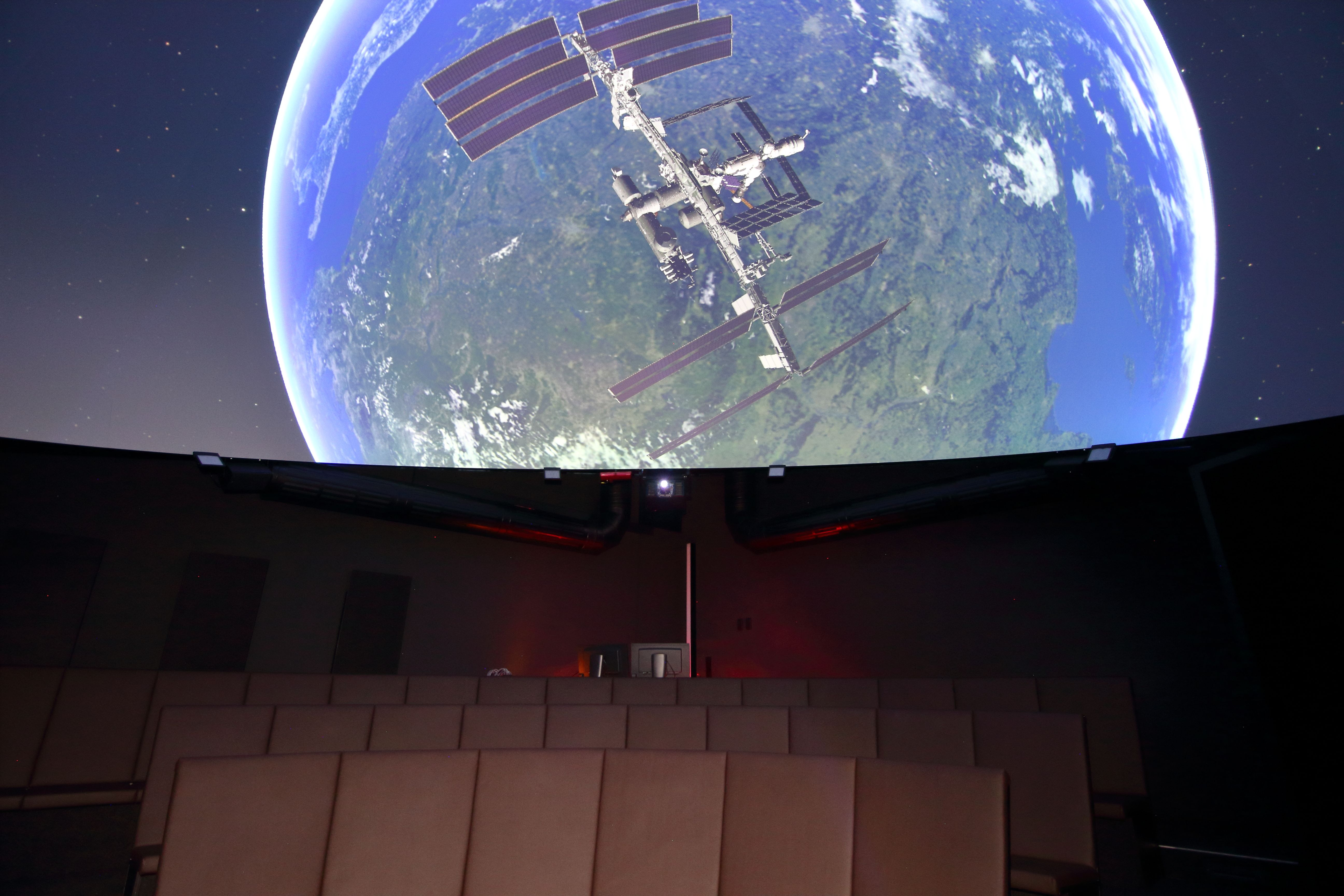
Blick auf die 30 Sitzplätze in der Kuppel
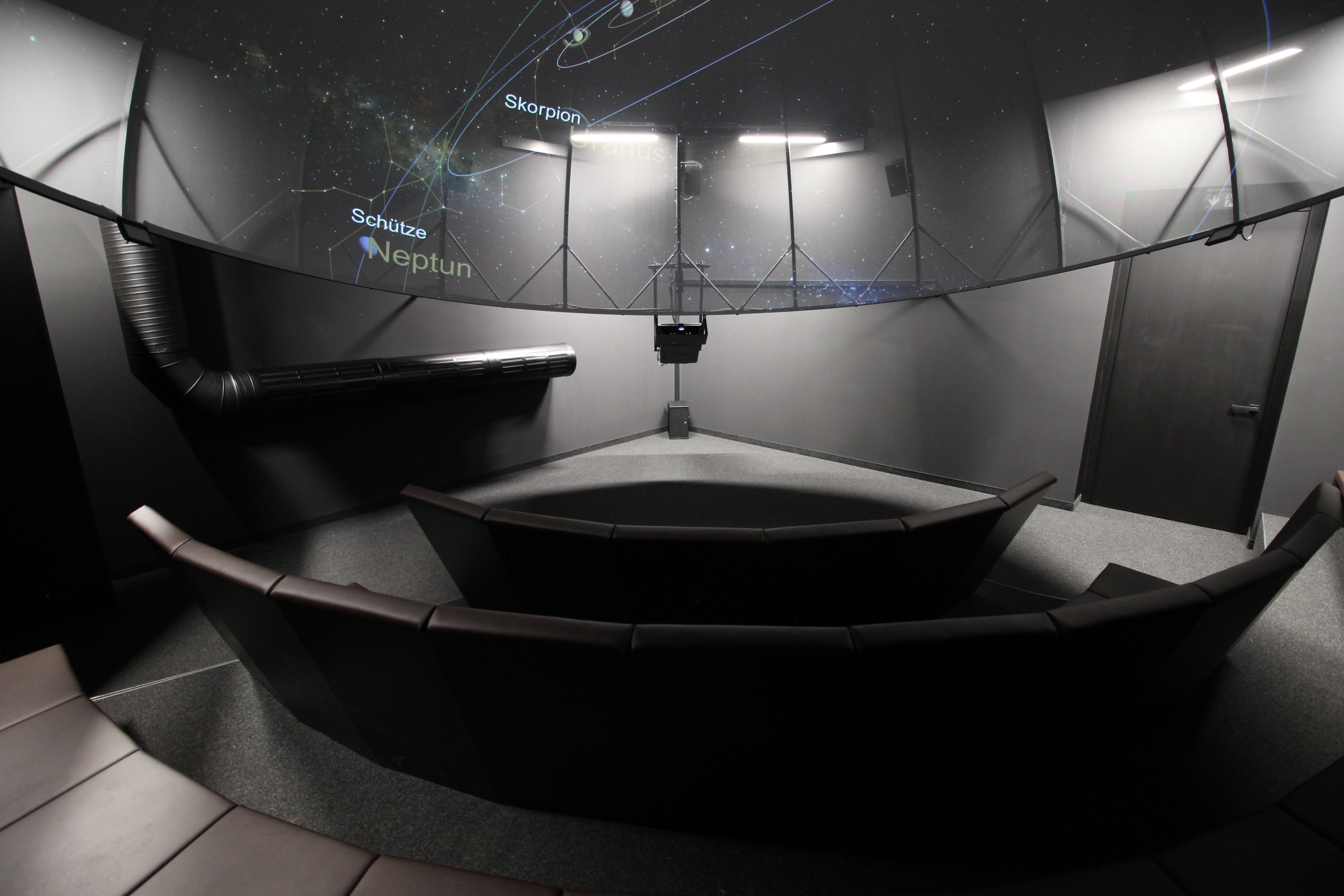
Geneigte und perforierte Projektionskuppel
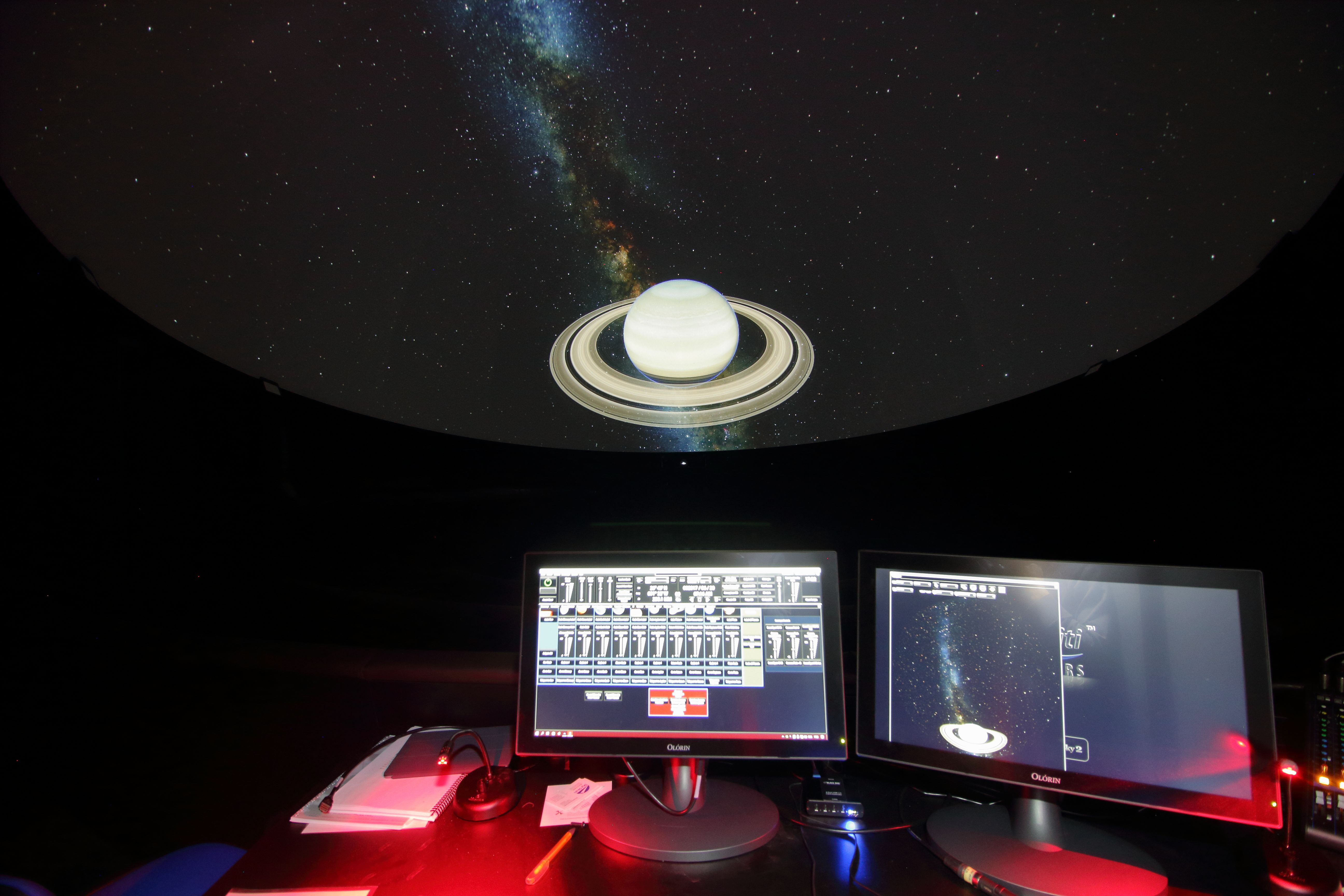
Projektion in die Kuppel
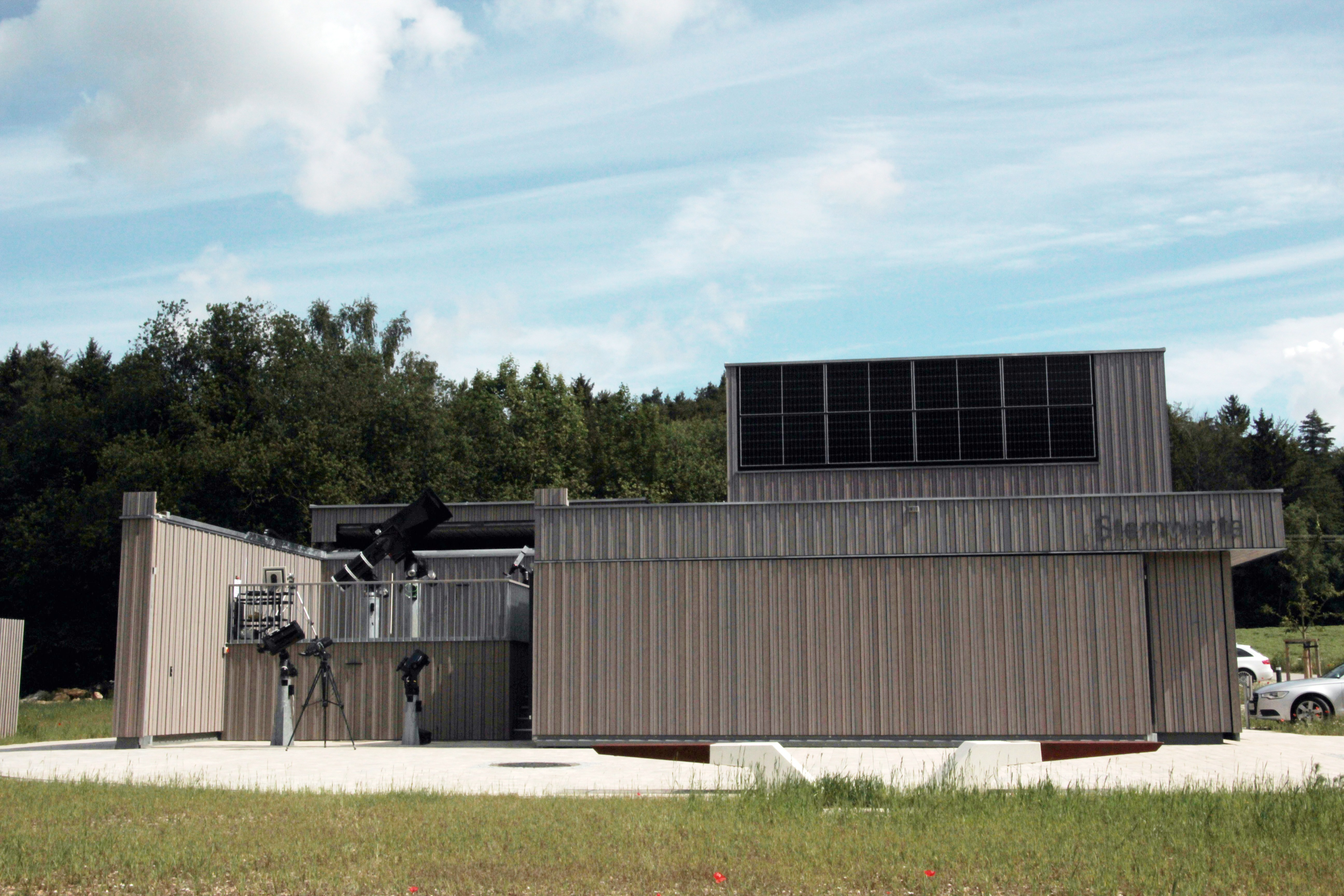
Aussenansicht mit geöffneter Sternwarte
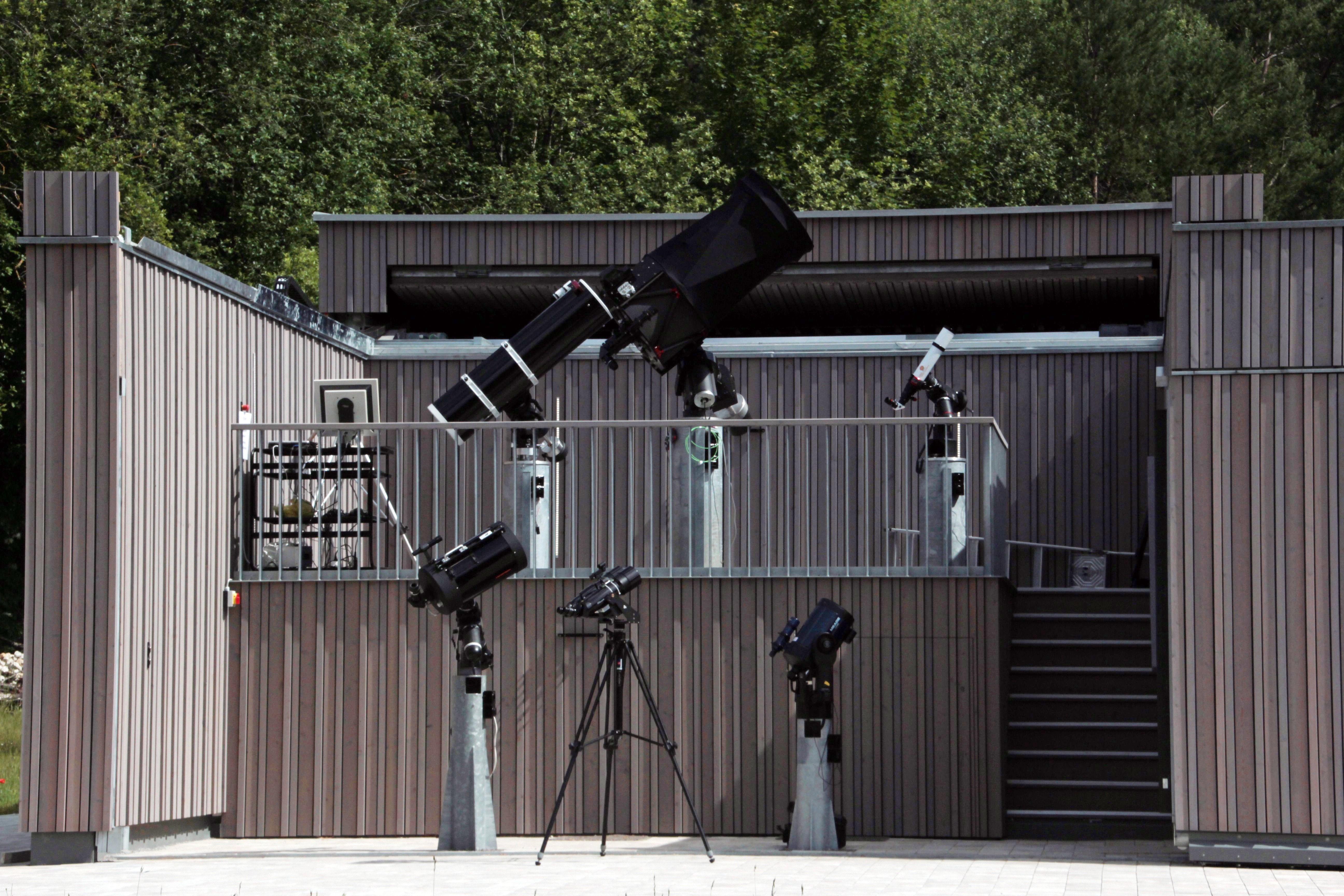
Sternwarte
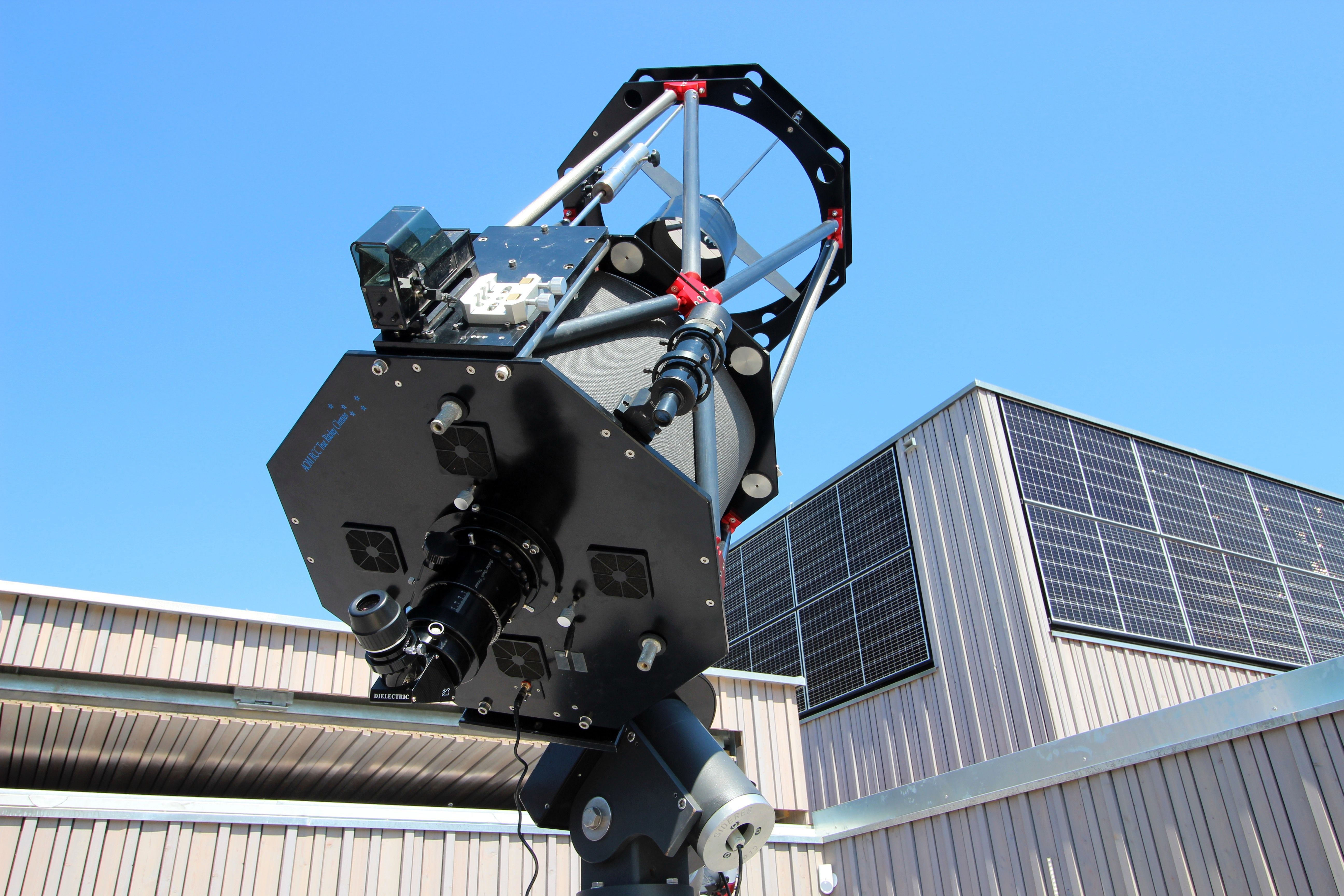
508 mm F/8 Ritchey-Chrétien-Cassegrain-Teleskop in Gitterrohr-Bauweise